# Frei Betto
Frei Betto (születési nevén ; Belo Horizonte, 1944. augusztus 25. –) brazil teológus, író, tudós ember, politikus és katolikus szerzetes.

## Magyarul
- Fidel és a vallás; ford. Hargitai György; Kossuth, Bp., 1987

## Díjai
- Prêmio Jabuti
- Bruno Kreisky-díj
- Commander of the Order of Rio Branco
- Juca Pato Prize